# Sächsische XX HV
Als Sächsische Gattung XX {\displaystyle {\mathfrak {HV}}} wurden vierfach gekuppelte Schnellzug-Schlepptenderlokomotiven der Königlich Sächsischen Staatseisenbahnen bezeichnet. Die als „Sachsenstolz“ bekanntgewordenen Maschinen waren die einzigen deutschen Schnellzuglokomotiven mit der Achsfolge 1’D1’ (Mikado) und zum Zeitpunkt ihres Erscheinens die größten Schnellzuglokomotiven Europas. Die Deutsche Reichsbahn ordnete die Lokomotiven ab 1925 in die Baureihe 19.0 ein.

## Geschichte
Die XX HV waren die letzten sächsischen Schnellzuglokomotiven und gelten als Höhepunkt des sächsischen Lokomotivbaues. Konzipiert waren sie vor allem für den schweren Schnellzugdienst auf der bogen- und neigungsreichen Mittelgebirgsstrecke Dresden–Hof.
Konstruktiv waren sie mit der gleichzeitig entwickelten Gattung XVIII H verwandt, sie erhielten aber im Gegensatz zu dieser eine weitere, vierte Kuppelachse und ein Vierzylinder-Verbundtriebwerk. Zwischen 1918 und 1925 wurden insgesamt 23 Exemplare von der Sächsische Maschinenfabrik in Chemnitz hergestellt.
Von der Deutschen Reichsbahn-Gesellschaft bekamen die Lokomotiven 1925 die Betriebsnummern 19 001–023. Die Lokomotiven des Baujahrs 1922 wurden zunächst in Stuttgart-Rosenstein stationiert, die von 1923 in Frankfurt am Main. Ab 1925 waren alle 23 Lokomotiven in den sächsischen Bahnbetriebswerken Dresden-Altstadt und Reichenbach/Vogtl. beheimatet.
Die Maschinen erfüllten die Erwartungen an eine Mittelgebirgslokomotive. Als nachteilig erwies sich vor allem auf Flachstrecken der hohe Kohleverbrauch, weshalb die XX HV nur im Ausnahmefall die Strecke Dresden–Berlin befuhren.
Die 19 021 wurde im Zweiten Weltkrieg durch einen Bombentreffer zerstört, die übrigen blieben nach 1945 im Bestand der Deutschen Reichsbahn, jedoch wurden einige wegen kriegsbedingter Schäden nicht wieder in Betrieb genommen. Bis zu ihrer Ausmusterung in den 1960er Jahren wurden die Lokomotiven auch weiterhin vor Schnellzügen auf den Strecken Dresden–Hof und Leipzig–Hof eingesetzt.
Im Zusammenhang mit der Elektrifizierung ihrer Stammstrecken wurden die Lokomotiven bis 1967 ausgemustert. Erhalten blieb die 19 017 als nicht betriebsfähige Museumslokomotive. Sie befindet sich im Eisenbahnmuseum Bw Dresden-Altstadt und gehört dem Verkehrsmuseum Dresden.

## Technische Merkmale
Der Kessel war zum Zeitpunkt der Inbetriebnahme der größte einer deutschen Lokomotive und mit 5,8 Meter Rohrlänge im Langkessel ungewöhnlich lang. Um die notwendige Rostgröße zu ermöglichen, wurde ein nahezu quadratischer Rost über den Rahmen gestellt. Der Kessel wurde mit gewichtsbedingten Änderungen auch bei der Schwesterbauart XVIII H verwendet, deren Heizfläche allerdings um 10 m² kleiner war. Die Kesselspeisung erfolgte zunächst durch zwei Dampfstrahlpumpen (Injektor), später durch einen Injektor und eine Knorr-Speisepumpe mit Oberflächenvorwärmer.
Die Dampfmaschine war als Vierzylinder-Verbunddampfmaschine ausgeführt. Die Hochdruckzylinder waren stark geneigt zwischen den Rahmenwangen angeordnet, die Niederdruckzylinder befanden sich in üblicher, waagerechter Lage außen. Beide Zylinderpaare trieben die zweite Kuppelachse an. Zur Füllungsregelung der Niederdruckzylinder diente eine normale Heusingersteuerung, welche über Pendelhebel auch die inneren Hochdruckzylinder mit ansteuerte. Als Besonderheit besaßen die Lokomotiven den von Zweizylinder-Verbundlokomotiven bekannten Lindner-Anfahrhahn, um bei über 60 % Füllung in die Niederdruckzylinder zusätzlich Frischdampf einleiten zu können.
Als Lokomotivbremse war eine Westinghouse-Druckluftbremse eingebaut. Die Abbremsung erfolgte einseitig an allen Lauf- und Kuppelachsen. Die Lokomotiven 19 012, 015, 017 und 022 wurden später mit Riggenbach-Gegendruckbremsen nachgerüstet.
Die Fahrzeuge waren mit Schlepptendern der sächsischen Bauart sä 2’2 T31 gekuppelt.

## Rekonstruktion
In den Jahren 1963 bis 1965 wurden die Lokomotiven 19 015 und 022 auf Drängen des Leiters der VES-M Halle, Max Baumberg für den Versuchsbetrieb umgebaut. Mit Riggenbach-Gegendruckbremsen ausgerüstet, dienten sie vorrangig als Bremslokomotiven bei Leistungsmessungen. Gelegentlich wurden sie jedoch auch im Personen- und Schnellzugdienst eingesetzt.
Beide Lokomotiven erhielten im Raw Meiningen einen neuen Verbrennungskammerkessel des Typs 39E mit verkürzter Rauchkammer, wie er schon bei der Rekonstruktion der Baureihen 03.10, 39 und 41 verwendet wurde. Wegen der Ausrüstung mit Riggenbach-Gegendruckbremsen mussten jedoch die Oberflächenvorwärmer beibehalten werden. Das Triebwerk erhielt neue, geschweißte Zylinderblöcke mit innerer Einströmung der Hochdruckmaschine. Der Rahmen musste an beiden Enden verlängert werden, der Gesamtachsstand vergrößerte sich damit von 11 960 auf 12 100 mm. Wie bei anderen Lokomotiven der Länderbauarten auch wurden die Laufradsätze durch solche der Einheitsbauart ersetzt. Beide Lokomotiven erhielten Einheitskuppelkästen mit Haupt- und zwei Notkuppeleisen, damit konnten sie mit Einheitstendern gekuppelt werden. 
Neue Führerhäuser, Witte-Windleitbleche, kegelförmige Rauchkammertüren, eine gemeinsame Verkleidung von Dampfdom und Sandkästen sowie die Anordnung aller Pumpen auf einem gesonderten Träger in Fahrzeugmitte gaben den Maschinen ein stark verändertes Aussehen. Die 19 015 wurde mit dem Tender 2’3 T38 der H 45 024 gekuppelt. 1967 erhielten beide Lokomotiven eine Ölhauptfeuerung.
1970 bekamen die beiden Lokomotiven mit der Einführung der EDV-gerechten Triebfahrzeugnummern die neuen Betriebsnummern 04 0015 und 0022. Die 04 0022 wurde 1975 ausgemustert und verschrottet, die 04 0015 folgte 1977.